# A-290 (Rusland)
De A-290 is een federale autoweg in het zuiden van Rusland. Tot 2011 heette de weg M-25. Deze M-25 liep ten tijde van de Sovjet-Unie  van Simferopol naar Novorossiejsk. Het Oekraïense deel op de Krim van deze weg is momenteel de M17. De weg is 152 kilometer lang.
De A-290 begint bij de op 15 mei 2018 geopende Krimbrug. Deze brug, die de oude veerverbinding tussen Port Kavkaz en het op de Krim gelegen Kertsj vervangt, zorgt ervoor dat verkeer langs de kust van de Zwarte Zee niet meer met de veerboot hoeft. De kosten van de brug bedroegen drie miljard dollar, en de brug werd in drie jaar gebouwd. De brug keeg een wegdek van 15 meter breed, en vier rijstroken. Tevens kunnen oliepijpleidingen over de brug gaan. Na de brug loopt de A-290 over een zeer smalle landtong naar Kavkaz, waar de weg landinwaarts gaat. Vandaar loopt de weg naar de havenstad Novorossiejsk, en eindigt net voorbij de stad in Myskhako aan de Zwarte Zee. De A-290 is onderdeel van de E97.